# Woollahra Municipality
Koordinaten: 33° 53′ S, 151° 15′ O

Die Municipality of Woollahra ist ein lokales Verwaltungsgebiet (LGA) im australischen Bundesstaat New South Wales. Woollahra gehört zur Metropole Sydney, der Hauptstadt von New South Wales. Das Gebiet ist 12,278 km² groß und hat etwa 53.500 Einwohner.
Woollahra liegt südlich der Hafenöffnung von Sydney östlich des Stadtzentrums. Das Gebiet beinhaltet 10 Stadtteile: Bellevue Hill, Darling Point, Edgecliff und Woollahra sowie Teile von Double Bay, Paddington, Rose Bay, Vaucluse und Watsons Bay. Der Verwaltungssitz des Councils befindet sich im Stadtteil Double Bay im Westen der LGA.

## Verwaltung
Der Woollahra Municipal Council hat 15 Mitglieder, die von den Bewohnern der fünf Wards gewählt werden (je drei aus Bellevue Hill, Cooper, Double Bay, Paddington und Vaucluse Ward). Diese fünf Bezirke sind unabhängig von den Stadtteilen festgelegt. Aus dem Kreis der Councillors rekrutiert sich auch der Mayor (Bürgermeister) des Councils.